# エリザベス・パターソン

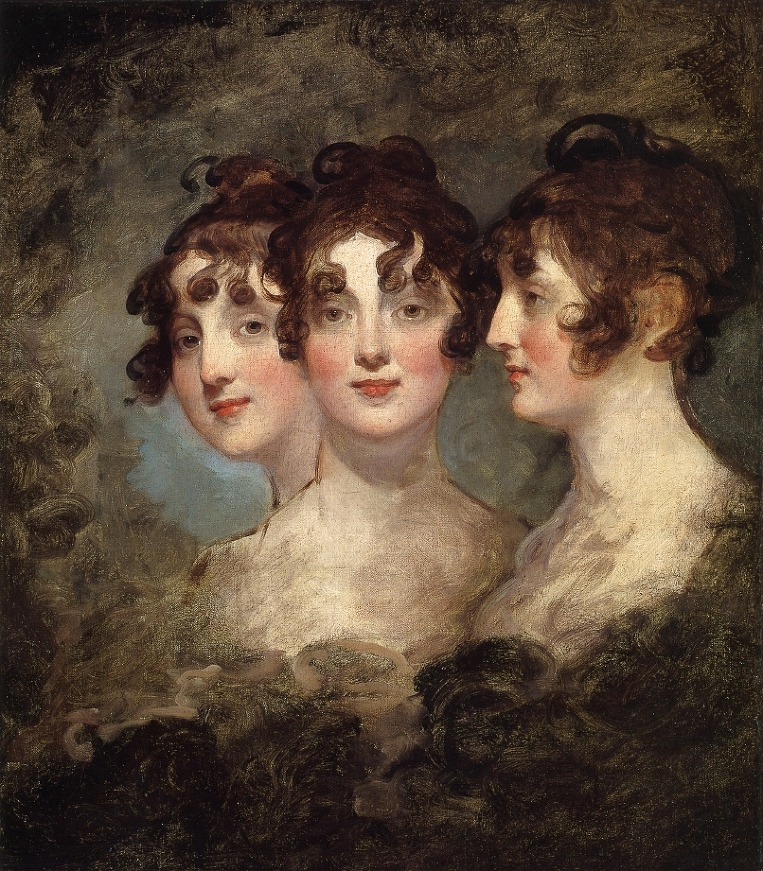
エリザベス・パターソン

エリザベス・パターソン（Elizabeth Patterson, 1785年2月6日 - 1879年4月4日）は、ナポレオン・ボナパルトの弟ジェローム・ボナパルトの最初の妻であったアメリカ人女性。
メリーランド州ボルチモアの富豪の令嬢として生まれる。18歳のとき、同地を訪れていたジェロームと恋に落ちて結婚した。2人の子を得るが、皇帝に即位したナポレオンは2人の結婚を許さず、エリザベスは離婚させられた。子供たちはボルチモアのパターソン家で育てられた。
息子ジェローム・ナポレオンの次男チャールズ・ジョゼフ・ボナパルトは、アメリカで海軍長官と司法長官を歴任した。